# Cổ phần hóa
Cổ phần hóa là cách gọi tắt của việc chuyển đổi các doanh nghiệp nhà nước thành công ty cổ phần ở Việt Nam. Chương trình cổ phần hóa bắt đầu được Việt Nam thử nghiệm trong các năm 1990-1991 và chính thức được thực hiện từ năm 1992, được đẩy mạnh từ năm 1996, và cơ bản hoàn thành vào năm 2010. Quá trình cổ phần hóa ở Việt Nam cũng có những nét tương đồng nhất định như quá trình tư hữu hóa ở Nga.

## Bối cảnh
Đổi mới tư duy quản lý kinh tế bắt đầu diễn ra mạnh sau Đại hội đại biểu toàn quốc lần thứ VI của Đảng Cộng sản Việt Nam diễn ra vào tháng 12 năm 1986. Một trong những tư duy quản lý đã thay đổi đó là cải cách khu vực doanh nghiệp nhà nước, bao gồm tăng quyền tự chủ cho các doanh nghiệp, yêu cầu phải chuyển sang hình thức kinh doanh hạch toán kinh tế, lời ăn lỗ chịu.
Để có thể tiến hành cải cách kinh tế bắt đầu từ nửa sau của thập kỷ 1990, Việt Nam đã đề nghị sự giúp đỡ về tài chính và kỹ thuật của các thể chế tài chính toàn cầu như Nhóm Ngân hàng Thế giới, Quỹ Tiền tệ Quốc tế, Ngân hàng Phát triển châu Á và các nhà tài trợ mà hầu hết là những nước có nền kinh tế thị trường phát triển. Một trong những cái giá Việt Nam phải trả là phải tiến hành một số cải cách theo đề nghị của những tổ chức và nhà tài trợ - những cải cách mà vào thời điểm đầu thập niên 1990 Việt Nam còn chưa nhận thức đầy đủ sự cần thiết và do đó rất miễn cưỡng thực hiện. Trong số những cải cách miễn cưỡng này có tư nhân hóa các doanh nghiệp nhà nước. Để tránh gây ra mâu thuẫn sâu sắc với bộ phận cán bộ và nhân dân lo ngại về sự phát triển của khu vực kinh tế tư nhân, Chính phủ Việt Nam đã quyết định sẽ không bán đứt các doanh nghiệp của mình cho các cá nhân, thay vì đó tiến hành chuyển các doanh nghiệp nhà nước thành doanh nghiệp cổ phần. Tài sản của doanh nghiệp được chia thành các cổ phần bán cho cán bộ công nhân trong doanh nghiệp và phần còn lại do nhà nước sở hữu. Tùy từng doanh nghiệp, phần cổ phần do nhà nước sở hữu có thể nhiều hay ít, từ 0% tới 100%.

## Quá trình và kết quả

### Giai đoạn thí điểm rụt rè
Cổ phần hóa ở Việt Nam được thực hiện theo đường lối thử và sửa (try and fix). Năm 1990, Hội đồng Bộ trưởng (nay là Chính phủ) ra Quyết định số 143/HĐBT ngày 10 tháng 5 năm 1990 lựa chọn một số doanh nghiệp nhỏ và vừa để thử chuyển đổi thành công ty cổ phần. Kết quả là có 2 doanh nghiệp trong năm 1990-1991 được cổ phần hóa. Năm 1991, Chủ tịch Hội đồng Bộ trưởng lại ra Quyết định số 202 ngày 8 tháng 6 năm 1992 yêu cầu mỗi bộ ngành trung ương và mỗi tỉnh thành chọn ra từ 1-2 doanh nghiệp nhà nước để thử cổ phần hóa.
Kết quả là đến tháng 4 năm 1996, có 3 doanh nghiệp nhà nước do trung ương quản lý và 2 doanh nghiệp nhà nước do địa phương quản lý được cổ phần hóa. Trừ Công ty dịch vụ vận tải mà Nhà nước chỉ còn giữ 18% tổng số cổ phần, 4 công ty khác Nhà nước đều giữ khoảng 30% tổng số cổ phần. Các nhà đầu tư bên ngoài chỉ mua được cao nhất là gần 35% tổng số cổ phần trong trường hợp Công ty cổ phần Giày Hiệp An, còn lại đều ở khoảng 20%.

### Giai đoạn thí điểm mở rộng
Từ kinh nghiệm của 7 trường hợp cổ phần hóa nói trên, năm 1996 Chính phủ quyết định tiến hành thử cổ phần hóa ở quy mô rộng hơn. Nghị định 28/CP được Chính phủ ban hành ngày 7 tháng 5 năm 1996 yêu cầu các bộ, ngành trung ương và các chính quyền tỉnh, thành phố trực thuộc trung ương lập danh sách doanh nghiệp nhà nước do mình quản lý sẽ được cổ phần hóa cho đến năm 1997. Tinh thần của Nghị định 28/CP là chọn những doanh nghiệp mà Nhà nước thấy không còn cần thiết phải nắm giữ 100% vốn nữa làm đối tượng. Nghị định số 25/CP ngày 26 tháng 3 năm 1997 của Chính phủ cho phép các lãnh đạo bộ, ngành, địa phương có thêm quyền hạn trong việc tiến hành cổ phần hóa các doanh nghiệp được chọn làm thử. Theo đó, đối với doanh nghiệp có vốn từ 10 tỷ đồng trở xuống thì lãnh đạo bộ, ngành, địa phương có quyền tự tổ chức thực hiện cổ phần hóa trên cơ sở Nghị định số 28/CP.
Kết quả của giai đoạn thí điểm cổ phần hóa mở rộng này là có 25 doanh nghiệp nhà nước đã được chuyển thành công ty cổ phần.

### Giai đoạn đẩy mạnh
Sau hai giai đoạn cổ phần hóa thí điểm trên, Chính phủ Việt Nam quyết định chính thức thực hiện chương trình cổ phần hóa. Ngày 29 tháng 6 năm 1998, Chính phủ ban hành Nghị định số 44/1998/NĐ-CP về chuyển doanh nghiệp nhà nước thành công ty cổ phần. Nghị định này quy định rằng đối với cổ phần phát hành lần đầu của doanh nghiệp được chuyển đổi nhưng Nhà nước vẫn muốn nắm quyền chi phối, cá nhân không được phép mua quá 5% và pháp nhân không được phép mua quá 10%. Đối với doanh nghiệp mà Nhà nước không cần nắm quyền chi phối, cá nhân được phép mua tới 10% và pháp nhân được phép mua tới 20% tổng cổ phần phát hành lần đầu. Riêng đối với các doanh nghiệp mà Nhà nước hoàn toàn không còn muốn sở hữu, cá nhân và pháp nhân được phép mua không hạn chế. Tiền thu được từ bán cổ phần sẽ được sử dụng để đào tạo lại lao động, sắp xếp việc làm cho lao động dư thừa, bổ sung vốn cho các doanh nghiệp nhà nước khác.
Sau khi Nghị định 44/1998/NĐ-CP được áp dụng cho đến ngày 31 tháng 12 năm 2001, có 548 doanh nghiệp nhà nước được cổ phần hóa.

### Giai đoạn tiến hành ồ ạt
Tháng 8 năm 2001, Hội nghị lần thứ 3 Ban Chấp hành Trung ương Đảng Cộng sản Việt Nam khóa IX họp về doanh nghiệp nhà nước và ra nghị quyết của Trung ương Đảng về tiếp tục sắp xếp, đổi mới, phát triển và nâng cao hiệu quả doanh nghiệp nhà nước. Để triển khai Nghị quyết trung ương này, Thủ tướng Chính phủ ra Chỉ thị số 04/2002/CT-TTg ngày 8 tháng 2 năm 2002 về việc tiếp tục sắp xếp, đổi mới, phát triển và nâng cao hiệu quả doanh nghiệp nhà nước, và Chính phủ ra Nghị định số 64/2002/NĐ-CP ngày 19 tháng 6 năm 2002 về chuyển doanh nghiệp nhà nước thành công ty cổ phần. Các văn kiện pháp lý này đã mở ra một giai đoạn mới của cổ phần hóa - giai đoạn tiến hành ồ ạt.
Theo Nghị định số 64/2002/NĐ-CP có một số hình thức cổ phần hóa sau:
1. Giữ nguyên vốn nhà nước hiện có tại doanh nghiệp, phát hành cổ phiếu thu hút thêm vốn.
2. Bán một phần vốn nhà nước hiện có tại doanh nghiệp.
3. Bán toàn bộ vốn nhà nước hiện có tại doanh nghiệp.
4. Thực hiện các hình thức 2 hoặc 3 kết hợp với phát hành cổ phiếu thu hút thêm vốn.

Đối với cổ phần phát hành lần đầu, các nhà đầu tư trong nước được phép mua không hạn chế. Các nhà đầu tư nước ngoài không được phép mua quá 30%.
Tháng 1 năm 2004, Ban chấp hành Trung ương Đảng Cộng sản Việt Nam khóa IX họp phiên thứ IX, tại đó có thảo luận và quyết định đẩy mạnh cổ phần hóa doanh nghiệp nhà nước. Cuối năm 2004, Chính phủ ra Nghị định số 187/2004/NĐ-CP về chuyển công ty nhà nước thành công ty cổ phần, theo đó cả các công ty thành viên của các tổng công ty nhà nước và ngay cả chính tổng công ty nhà nước nào mà Nhà nước không muốn chi phối đều có thể trở thành đối tượng cổ phần hóa. Điểm mới quan trọng nữa trong Nghị định này là quy định việc bán cổ phần lần đầu phải được thực hiện bằng hình thức đấu giá tại các trung tâm giao dịch chứng khoán nếu là công ty có số vốn trên 10 tỷ đồng, tại các trung tâm tài chính nếu là công ty có số vốn trên 1 tỷ đồng, và tại công ty nếu công ty có số vốn không quá 1 tỷ đồng. Bán đấu giá khiến cho giá cổ phiếu phát hành lần đầu của nhiều công ty nhà nước được đẩy vọt lên, đem lại những nguồn thu rất lớn cho Nhà nước. Chẳng hạn, đợt đấu giá cổ phần của 5 công ty nhà nước được cổ phần hóa là Công ty cổ phần kỹ nghệ thực phẩm, Nhà máy thiết bị bưu điện, Nhà máy thủy điện Vĩnh Sơn - Sông Hinh, Công ty điện lực Khánh Hòa, Công ty sữa Việt Nam, Nhà nước đã thu vượt dự kiến 450 tỷ đồng. Mặt khác, bán đấu giá cổ phần của các doanh nghiệp cổ phần hóa còn trở thành một động lực cho sự phát triển của thị trường cổ phiếu niêm yết ở Việt Nam. Trong số 30 công ty niêm yết cổ phiếu tại Trung tâm Giao dịch chứng khoán thành phố Hồ Chí Minh (nay là Sở Giao dịch chứng khoán Thành phố Hồ Chí Minh) vào ngày 31 tháng 10 năm 2005, có 29 công ty là doanh nghiệp nhà nước cổ phần hóa.
Quá trình cổ phần hóa kiểu này đến 2008, đã thực hiện ở khoảng trên 3.000 doanh nghiệp nhà nước vừa và nhỏ được cổ phần hóa. Còn khoảng 2.000 doanh nghiệp nhà nước vừa và lớn như BIDV, Vietinbank, VMS-MobiFone, Vinaphone,... dự trù sẽ cổ phần hóa đến năm 2010.
Chính phủ Việt Nam cũng khẳng định quyết tâm cổ phần hóa các trường đại học. Các cơ sở giáo dục ở Việt Nam muốn tránh nguy cơ bị biến dạng do đưa các hoạt động giáo dục thành các dịch vụ đơn thuần, mang nặng tính thương mại, ảnh hưởng nghiêm trọng đến sứ mệnh và mục tiêu của trường nên sẽ có quá trình tách bạch và phân định rõ các bộ phận thương mại hay phi thương mại hóa.
Các ngành như thể thao vốn chưa từng biết đến cổ phần hóa cũng đã bắt đầu quá trình này, song song với việc ra đời một loạt các cơ sở thể thao cố phần hay tư nhân từ đầu.
Theo kế hoạch, chương trình cổ phần hóa sẽ cơ bản hoàn thành vào năm 2010.

## Những tồn tại
Năm sai phạm khi cổ phần hóa ở Việt Nam là: 
1. Trong quá trình kiểm kê phân loại tài sản, một số đơn vị thực hiện kiểm kê, phân loại không đúng với thực tế sử dụng. Sổ sách tài chính cũng bị bóp méo theo hướng có lợi cho một số người có quyền mua lớn.
2. Việc bán cổ phần ưu đãi cho cán bộ, công nhân viên chức sai nhiều như "các công ty đã bán cổ phần ưu đãi cho người lao động chưa đủ điều kiện về thời gian làm việc tại công ty hoặc những người đã chuyển sang làm việc tại đơn vị khác, không có tên trong danh sách thường xuyên. Thậm chí có những đơn vị bán cổ phần cho người ngoài công ty theo giá sàn, vi phạm các quy định về thực hiện chính sách đối với người lao động khi chuyển công ty nhà nước thành công ty cổ phần".
3. Sai phạm thứ ba về định giá tài sản doanh nghiệp sai. "Nhiều doanh nghiệp áp dụng đơn giá để xác định giá trị nhà cửa, kiến trúc không đúng theo suất đầu tư do Viện Kinh tế, Bộ Xây dựng ban hành. Việc xác định tỉ lệ còn lại của nhà cửa, vật kiến trúc cũng áp dụng sai quy định của Nhà nước"[9].
4. Thứ tư là nhiều đơn vị chậm nộp tiền về Quỹ hỗ trợ sắp xếp doanh nghiệp theo quy định.
5. Liên quan đến quản lý, sử dụng quỹ hỗ trợ sắp xếp và cổ phần hóa doanh nghiệp, "một số đơn vị (tổng công ty hoặc công ty) thường không mở tài khoản riêng, hằng năm không xây dựng kế hoạch thu chi báo cáo Bộ Tài chính; các tổng công ty hoặc công ty thường dùng quỹ để cho các đơn vị thành viên vay với lãi suất ưu đãi gây thiệt hại cho ngân sách nhà nước"[9].